# Tituly a vyznamenání Prince Philipa, vévody z Edinburghu

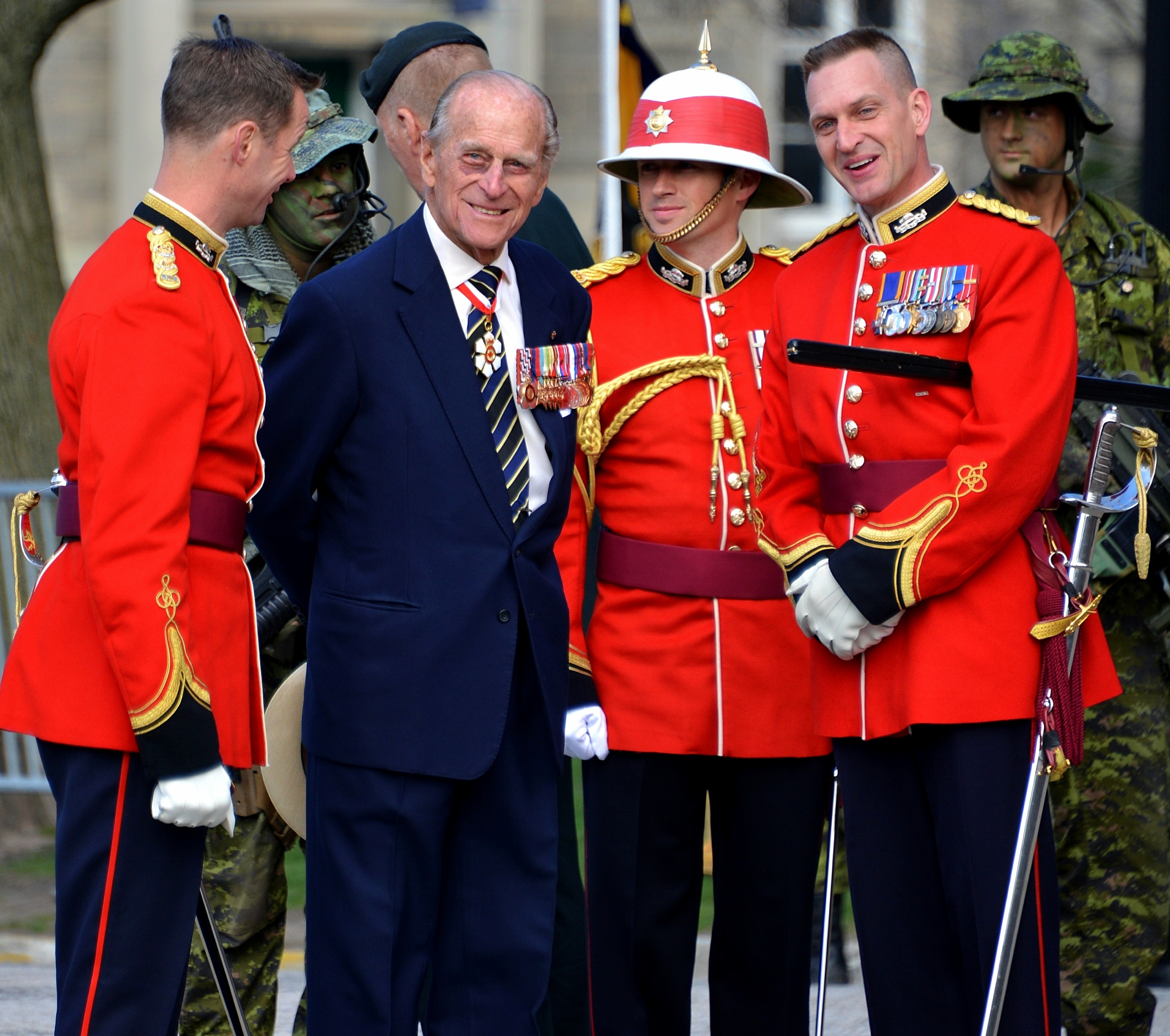
Princ Philip s Řádem Kanady a dalšími medailemi

Jeho královská Výsost vévoda z Edinburghu, narozen jako řecký a dánský Princ Philip, obdržel během svého života řadu britských i zahraničních vyznamenání a titulů.

## Tituly
- 10. června 1921 – 28. února 1947: Jeho královská Výsost princ Philip řecký a dánský
- 28. února 1947 – 19. listopadu 1947: poručík Philip Mountbatten
- 19. listopadu 1947 – 20. listopadu 1947: poručík jeho královská Výsost Sir Philip Mountbatten[1]
- 20. listopadu 1947 – 22. února 1957: Jeho královská Výsost vévoda z Edinburghu[1]
- 22. února 1957 – 9. dubna 2021: Jeho královská Výsost princ Philip, vévoda z Edinburghu[2]

Dne 19. listopadu 1947, den před svou svatbou s princeznou Alžbětou, mu král Jiří VI. udělil pomocí Letters Patent oslovení Jeho královská Výsost Philip a ráno 20. listopadu pomocí dalšího Letters Patent jej jmenoval vévodou z Edinburghu, hrabětem z Merionethu a baronem Greenwichem z Greenwiche v hrabství Londýn. Vzhledem k tomu, že byl již rytířem Podvazkového řádu nesl tak v těchto dvou dnech neobvyklý styl oslovení Jeho královská Výsost Sir Philip Mountbatten a je tak titulován i v králově výnosu z 20. listopadu 1947.

### Debata o Philipových titulech
Za populárního, ale mylného předpokladu, že pokud měl Philip titul jeho královská Výsost, stal se tak automaticky britským princem, byl v médiích po svém sňatku s princeznou Alžbětou často zmiňován jako princ Philip, ať už s odkazem na vévodský titul či bez něj. Tahle praxe mohla být ovlivněna i skutečností, že byl řeckým a dánským princem, avšak tyto tituly již nepoužíval. Ačkoliv byl titul prince v British Regency Act 1953 (Britském zákonu o regentství z roku 1953) i v Letters Patent z listopadu 1953 vynechán, byl zahrnut do Letters Patent ze dne 22. října 1948, který udílel titul prince jeho dětem vzešlým z manželství s princeznou Alžbětou.
Dne 3. února 1953 přednesl poslanec John Diefenbaker Kanadské Dolní sněmovně své přání, že by rád, aby Philip nesl titul, který by postihoval celonárodní postavení královny a navrhl titul princ Commonwealthu (Prince of the Commonwealth). V květnu následujícího roku obdržel předseda vlády Winston Churchill písemný návrh královny, aby byl jejímu muži udělen titul, o kterém se dříve zmiňoval Diefenbaker nebo jiná vhodná jeho varianta. Churchill upřednostňoval titul princ manžel (Prince Consort), ale ministr zahraničí Anthony Eden prosazoval titul princ říše (Prince of the Realm). Během shromáždění premiérů států Commonwealthu v Londýně, královna Churchilla požádala, aby neformálně zjistil jejich názor ohledně otázky titulu jejího manžela. Kanadský premiér Louis Saint-Laurent byl jediný, který na celý návrh vyjádřil svoji pochybnost, zatímco Philip naléhal na královnu, že nesouhlasí s jakýmkoliv posílením svého titulu. Královna následně Churchillovi oznámila, aby se záležitostí dále nezabýval. V roce 1955 jihoafrický předseda vlády J. G. Strijdom opožděně oznámil, že jihoafrická vláda vznesla námitky proti titulu princ Commonwealhtu. Královna přesto i nadále usilovala o zvýšení titulu svého manžela, ale odmítla doporučení britské vlády na titul Prince Consort nebo Prince Royal. Britský kabinet následně navrhl jednoduchý titul Jeho královská Výsost princ, ale královně bylo doporučeno, pokud i nadále upřednostňuje titul princ Commonwealthu, aby její osobní tajemník ohledně této záležitosti napsal přímo generálnímu guvernérovi Commonwealthu, aby se k věci vyjádřil, ale zároveň byla varována, že pokud nebude na návrhu jednomyslná shoda, nebude přijat.
Celá otázka zůstávala otevřena až do 8. února 1957, kdy v The Evening Standard vyšel článek P. Wykeham-Bourneho s názvem Well, is it correct to say Prince Philip?. O několik dní později požádal předseda vlády Harold Macmillan o radu předchozí královniny ministry a poté jí oficiálně doporučil, aby odmítla titul princ ve prospěch titulu princ Spojeného království Velké Británie a Severního Irska a vynechala odkaz na země Commonwealthu. Dne 22. února 1957 tak královna vydala Letters Patent, kterým byl Philipovi udělen titul princ Spojeného království Velké Británie a Severního Irska (Prince of the United Kingdom of Great Britain and Northern Ireland) s vynecháním názvů dalších říší a území. Od té doby jeho titul zněl Jeho královská Výsost princ Philip, vévoda z Edinburghu. 

## Vojenské hodnosti a zařazení
- 1940–1941: HMS Ramillies, HMS Valiant
- 1941– 16. července 1942: podporučík, HMS Wallace
- 16. července 1942 – říjen 1942: poručík, HMS Wallace
- říjen 1942 – 15. srpna 1950: nadporučík, HMS Wallace, HMS Whelp, HMS Chequers
- 15. srpna 1950 – 2. února 1952: Lieutenant Commander HMS Chequers, HMS Magpie
- 2. února 1952 – 15. ledna 1953: komandér HMS Magpie
- 15. ledna 1953 – 9. dubna 2021: admirál loďstva, Královské námořnictvo
- 10. června 2011 – 9. dubna 2021: Lord High Admiral of the United Kingdom

## Vyznamenání

### Commonwealth

#### Commonwealth realms
- Personal Aide-de-Camp to the King – 10. června 1948

- člen Řádu Za zásluhy – 10. června 1968
- rytíř velkokříže Královského řádu Viktoriina – 20. listopadu 2017
- Korunovační medaile Jiřího VI. – 12. května 1937 – Tato medaile patřila k vyznamenáním, které princ Philip pravidelně nosil.
- Korunovační medaile Alžběty II. – 2. června 1953 – Tato medaile patřila k vyznamenáním, které princ Philip pravidelně nosil.
- Medaile stříbrného výročí královny Alžběty II. – 6. února 1977 – Tato medaile patřila k vyznamenáním, které princ Philip pravidelně nosil.
- Medaile zlatého výročí královny Alžběty II. – 6. února 2002 – Tato medaile patřila k vyznamenáním, které princ Philip pravidelně nosil.
- Královský Viktoriin řetěz – 20. listopadu 2007
- Medaile diamantového výročí královny Alžběty II. (britská i kanadská verze) – 6. února 2012 – Tato medaile patřila k vyznamenáním, které princ Philip pravidelně nosil.

- Spojené království
  - člen Soukromé rady Spojeného království – 4. listopadu 1951
  -  velmistr a první a hlavní rytíř velkokříže Řádu britského impéria – 22. května 1953
  -  Hvězda 1939–1945 – 8. července 1943 – Tato medaile patřila k vyznamenáním, které princ Philip pravidelně nosil.
  -  Africká hvězda – 8. července 1943 – Tato medaile patřila k vyznamenáním, které princ Philip pravidelně nosil.
  -  Hvězda Atlantiku – květen 1945 – Tato medaile patřila k vyznamenáním, které princ Philip pravidelně nosil.
  -  Barmská hvězda se sponou Pacific – květen 1945 – Tato medaile patřila k vyznamenáním, které princ Philip pravidelně nosil.
  -  Italská hvězda – květen 1945 – Tato medaile patřila k vyznamenáním, které princ Philip pravidelně nosil.
  -  Válečná medaile 1939–1945 s Mentioned in Despatches a dubovým listem – 16. srpna 1945 – Tato medaile patřila k vyznamenáním, které princ Philip pravidelně nosil.
  -  Medaile za dlouholetou a příkladnou službu v námořnictvu se šesti sponami – 11. října 2016[5][6]

- Anglie
  -  rytíř Podvazkového řádu – 19. listopadu 1947 – Řádové insignie tohoto řádu princ Philip nosil pravidelně při příležitostech při nichž se tradičně nosí řády a medaile, vyjma Skotska, kde preferoval insignie Řádu bodláku.[7]
- Skotsko
  -  rytíř Řádu bodláku – 21. dubna 1952
- Austrálie
  -  společník Řádu Austrálie, vojenská divize – 13. června 1988[8]
  -  rytíř Řádu Austrálie, obecná divize – 26. ledna 2015
- Kanada
  -  mimořádný komandér Řádu za vojenské zásluhy – 23. dubna 2013[9]
  -  mimořádný společník Řádu Kanady – 26. dubna 2013[9]
  -  Canadian Force Decoration s pěti sponami – 1954 – Tato medaile patřila k vyznamenáním, které princ Philip pravidelně nosil.
    -  Britská Kolumbie
      - Řád dřínu – 1971

    -  Saskatchewan
      -  Pamětní medaile stého výročí Saskatchewanu – 27. května 2005
- Nový Zéland
  - člen Královniny Soukromé rady Kanady – 14. října 1957
  -  extra společník Řádu za službu královně – 15. listopadu 1981
  -  dodatečný člen Řádu Nového Zélandu – 4. června 2012[10][11]
  -  Pamětní medaile Nového Zélandu 1990 – 9. února 1990 – Tato medaile patřila k vyznamenáním, které princ Philip pravidelně nosil.
- Papua Nová Guinea
  -  Royal Chief Řádu Logohu – 2005[12]

#### Další země Commonwealthu
- Brunej
  -  člen I. třídy Královského rodinného řádu Bruneje – 1972
  -  Medaile stříbrného výročí brunejského sultána – 1992
- Maledivy
  -  Řád Izzadin – 13. března 1972
- Malta
  -  Medaile 15. výročí maltského Jiřího kříže – 15. dubna 1992 – Tato medaile patřila k vyznamenáním, které princ Philip pravidelně nosil.
- Singapur
  -  čestný člen Řádu Temasek – 1972
- Zanzibar
  -  člen I. třídy Řádu zářící hvězdy – 1963

### Zahraniční vyznamenání
- Afghánistán
  -  člen I. třídy Řádu nejvyššího slunce – 1971
- Argentina
  -  velkokříž Řádu osvoboditele generála San Martína – 1962
- Belgie
  -  velkostuha Řádu Leopolda – 1963
- Bolívie
  -  velkokříž Řádu andského kondora –1962
- Brazílie
  -  velkokříž Řádu Jižního kříže – 1962
- Dánsko
  -  rytíř Řádu slona – 16. listopadu 1947[13]
- Ekvádor
  -  velkokříž Národního řádu za zásluhy – 1962
- Etiopské císařství
  -  velkostuha Řádu královny ze Sáby – 1954
- Finsko
  -  velkokříž Řádu bílé růže – 1961
- Francie
  -  velkokříž Řádu čestné legie – 9. dubna 1957
  -  Válečný kříž 1939–1945 s palmou – 1945 – Tato medaile patřila k vyznamenáním, které princ Philip pravidelně nosil.
- Chile
  -  velkokříž s řetězem Řádu za zásluhy – 1962
- Irák
  -  člen I. třídy Řádu Fajsala I. – 1956
- Írán
  -  Pamětní medaile 2500. výročí Perské říše – 14. října 1971[14]
- Island
  -  velkokříž Řádu islandského sokola – 1963
- Itálie
  -  velkokříž Řádu zásluh o Italskou republiku – 9. května 1958[15]
- Japonsko
  -  velkostuha Řádu chryzantémy – 1971
- Jižní Korea
  -  Řád za sportovní zásluhy
- Jordánsko
  -  velkostuha Nejvyššího řádu renesance – 1966
- Jugoslávie
  -  velkohvězda Řádu jugoslávské hvězdy – 19. října 1972
- Katar
  - Řetěz nezávislosti – 22. února 1979
- Libérie
  -  velkostuha Řádu africké hvězdy – 23. listopadu 1961
- Lucembursko
  -  rytíř Nasavského domácího řádu zlatého lva – 12. června 1972
- Maroko
  - člen speciální třídy Řádu Muhammada – 29. října 1980
- Mexiko
  -  řádový řetěz Řádu aztéckého orla – 1964
- Monako
  -  velkokříž Řádu svatého Karla – 15. února 1951[16]
- Německo
  -  velkokříž speciální třídy Záslužného řádu Spolkové republiky Německo – 1958
- Nepál
  -  člen Řádu Ojaswi Rajanya – 1960[17]
- Nizozemsko
  -  velkokříž Řádu nizozemského lva – 26. března 1958
  -  komtur Řádu zlaté archy – 1971
- Norsko
  -  velkokříž s řetězem Řádu svatého Olafa – 1952
- Omán
  -  člen I. třídy Řádu Ománu, vojenská divize – 27. února 1979
- Palestina
  -  Palestinská hvězda – 1972
- Panama
  -  velkokříž Řádu Manuela Amadora Guerrera – 29. listopadu 1953
- Paraguay
  -  velkokříž speciální třídy Národního řádu za zásluhy – 1962
- Peru
  -  velkokříž s diamanty Řádu peruánského slunce – 1962
- Polsko
  -  velkokříž Řádu za zásluhy Polské republiky – 1991
- Portugalsko
  -  velkokříž Řádu věže a meče – 25. října 1955
  -  velkokříž s řetězem Řádu prince Jindřicha – 31. května 1973
  -  velkokříž Řádu avizských rytířů – 14. srpna 1979
  -  velkokříž Řádu Kristova – 27. dubna 1993
- Rakousko
  -  velkohvězda Čestného odznaku Za zásluhy o Rakouskou republiku – 1966[18]
- Řecko
  -  velkokříž s řetězem Řádu svatých Jiřího a Konstantina – 1941[19]
  -  velkokříž Řádu Spasitele – 1947[19]
  -  velkokříž s meči Řádu Jiřího I. – 1950
  -  velkokříž Řádu Fénixe – 1950
  -  Válečný kříž, vz. 1940 – 1945 – Tato medaile patřila k vyznamenáním, které princ Philip pravidelně nosil.[19]
- Saúdská Arábie
  -  člen I. třídy Řádu krále Abd al-Azíze – 2010
- Spojené arabské emiráty
  -  Řád federace – 2010[20]
- Súdán
  -  velký řetěz Řádu cti – 1964
- Španělsko
  -  rytíř velkokříže Řádu Karla III. – 19. října 1986[21]
- Švédsko
  -  člen Řádu Serafínů – 1954
- Tunisko
  -  velkostuha Řádu nezávislosti – 1961
- Zair
  -  velkostuha Národního řádu levharta – 1973

## Čestné akademické tituly
- doktor práv na Londýnské univerzitě – 1951
- doktor civilního práva na Durhamské univerzitě – 1951
- doktor věd na University of Reading – 1957
- doktor civilního práva na Oxfordské univerzitě – 1964
- doktor věd na University of Salford – 1967
- doktor věd na University of Southampton – 1967
- doktor mořských studií na University of Plymouth – 2012
- doktor práv na Monash University – 1986
- doktor věd na Univerzitě v Dillí – 1959
- doktor práv na Jordánské univerzitě – 1984
- doktor věd na University of Western Ontario – 1969
- doktor práv na University of Victoria – 1. července 1983
- doktor práv na Maltské univerzitě – 1959
- doktor inženýrství na Limské univerzitě – 1962
- doktor práv na Kalifornské univerzitě – 1966
- doktor práv na University of Wales – 1949

## Eponyma
- Park prince Philipa v Malajsii
- Prince Philip Drive v St. John's v kanadské provincii Newfoundland a Labrador
- Nemocnice prince Philipa ve velšském městě Llanelli
- Prince Philip Dental Hospital v Hongkongu
- Ledovec prince Philipa na Antarktidě
- Medaile prince Philipa udílená Royal Academy of Engineering
- Mezinárodní cena vévody z Edinburghu